# Champis
 Champis  es una población y comuna francesa, ubicada en la región de Ródano-Alpes, departamento de Ardèche, en el distrito de Tournon-sur-Rhône y cantón de Saint-Péray.

## Demografía
| 551 | 488 | 420 | 332 | 407 | 442 |
| Para los censos de 1962 a 1999 la población legal corresponde a la población sin duplicidades (Fuente: INSEE [Consultar]) |     |     |     |     |     |